# André Dubonnet
André Dubonnet, francoski dirkač in letalski as, * 28. junij 1897, Pariz, Francija, † 20. januar, 1980, Pariz, Francija.
André Dubonnet se je rodil 28. junija 1897 v Parizu. V prvi svetovni vojni je kot vojaški pilot sestrelil pet sovražnih letal in en vojaški balon, s čimer si je prislužil naziv letalski as ter odlikovanji Médaille Militaire in Croix de Guerre. Po koncu vojne se je začel ukvarjati z dirkanjem, na dirkah za Veliko nagrado je nastopil prvič v sezoni 1921 in že v svojem prvem nastopu na manjši dirki Coupe Georges Boillot, je v moštvu SA Hispano-Suiza zmagal. Na najpomembnejši dirki sezone za Veliko nagrado Francije pa je v moštvu Sunbeam zasedel četrto mesto. V sezoni 1922 je ponovno zmagal, tokrat na dirki za Veliko nagrado Autunna in nazaj v moštvu SA Hispano-Suiza. Po treh sezonah, v katerih je nastopil le na eni dirki, je v sezoni 1926 zopet pogosteje tekmoval in tudi dosegel svojo tretjo in zadnjo zmago na dirki za Veliko nagrado Alsaceja z dirkalnikom Bugatti T36. Na naslednji dirki za Veliko nagrado Velike Britanije je na svoji edini dirki za moštvo Automobiles Delage z dirkalnikom Delage 15S8 osvojil tretje mesto skupaj s Robertom Benoistom. Svoj zadnji večji uspeh je dosegel na dirki za Veliko nagrado San Sebastiána v sezoni 1927, ko je zasedel drugo mesto, zdaj z dirkalnikom Bugatti T35C in v tovarniškem moštvu Automobiles Ettore Bugatti, ki je na dirki doseglo štirikratno zmago. Zadnjič je nastopil na dirki za Veliko nagrado Francije v sezoni 1929, ko pa zaradi okvare dirkalnika Bugatti T35C ni štartal. Umrl je leta 1980 v visoki starosti.